# Borborus nitens
Borborus nitens är en tvåvingeart som först beskrevs av Macquart 1843.  Borborus nitens ingår i släktet Borborus och familjen hoppflugor. Inga underarter finns listade i Catalogue of Life.